# Parti de la stabilité et du progrès social
Pour les articles homonymes, voir PEPS.
Ne doit pas être confondu avec Mouvement national pour la stabilité et le progrès.
Le Parti de la stabilité et du progrès social (Partido de Estabilidade e Progresso Social, PEPS), est un parti politique santoméen actif de 2014 à 2017. Il est fondé et présidé par Rafael Branco, Premier ministre de 2008 à 2010 et ancien chef de file du Mouvement pour la libération de Sao Tomé-et-Principe – Parti social-démocrate.
Miné dès sa création par des conflits internes et des accusations de manque de transparence, il ne parvient pas à réaliser le score espéré et n'obtient aucun siège aux élections législatives de 2014. Au sein d'une coalition post-électorale avec la Plateforme nationale pour le développement de Sao Tomé-et-Principe et l'Union des démocrates pour la citoyenneté et le développement, il tente d'obtenir des sièges, sans succès. Il entre alors dans une période d'inactivité, mise à fin trois ans plus tard, en juillet 2017, par la commission politique du parti.

## Fondation

### Contexte de formation
Rafael Branco est chef du gouvernement à partir de 2008, et simultanément du Mouvement pour la libération de Sao Tomé-et-Principe – Parti social-démocrate (MLSTP-PSD). Il conduit la liste du parti aux élections législatives de 2010, où il est candidat à sa propre succession. Il échoue et le gouvernement revient à l'opposition, incarnée par Patrice Trovoada de l'Action démocratique indépendante. Sous des pressions, il démissionne de la présidence du MLSTP-PSD.
Branco quitte ensuite le parti, au début de l'année 2014. Il fonde alors, en mars, son propre mouvement, le Parti de la stabilité et du progrès social.

### Crise interne
Avant même d'être reconnu juridiquement, le Parti de la stabilité et du progrès social connaît une grave crise interne au sein de sa direction. Óscar Gina, première personnalité du PEPS à être intervenue dans les médias, qui se présente comme le deuxième homme du parti, critique en interne l'organisation. Il dénonce un voyage à l'étranger effectué par Rafael Branco, après lequel celui-ci serait revenu avec 200 000 euros de financement pour le matériel de campagne. Or, selon Gina, il se refuse à toute explication d'où proviendrait l'argent. En conséquence, Óscar Gina déplore un manque de transparence. Il est déposé du parti le 17 mai 2014.
Dans un entretien avec le média web Téla Nón, Óscar Gina accuse également Rafael Branco de se considérer comme le « propriétaire » du parti, de tout diriger, et ce dans un manque de transparence total. Il dévoile ce qui, selon lui, serait la stratégie électorale de Branco : remporter plusieurs sièges avec le PEPS puis former une majorité avec l'Action démocratique indépendante, qui d'après lui remporterait le scrutin, mais sans majorité absolue.
Le jour même de la parution de l'entretien, le 28 mai 2014, sans qu'aucune raison ne soit donnée publiquement, Óscar Gina est définitivement expulsé du PEPS, ce que l'intéressé dément. Rafael Branco fait le choix de ne pas s'exprimer publiquement, ; son acolyte Silvério Pereira réfute l'ensemble des propos d'Óscar Gina.

### Reconnaissance juridique
Après avoir été présenté devant le Tribunal constitutionnel en avril 2014 afin d'être officiellement constitué en parti politique et pouvoir se présenter en tant que tel aux élections, le Parti de la stabilité et du progrès social est officialisé en juillet 2014.
Rafael Branco annonce 5 000 membres. L'organisation est dirigée par un président, fonction qu'il occupe, un secrétariat général et une commission politique. Il se déclare d'ores et déjà candidat aux prochaines élections législatives.

## Élections de 2014

### Élections législatives

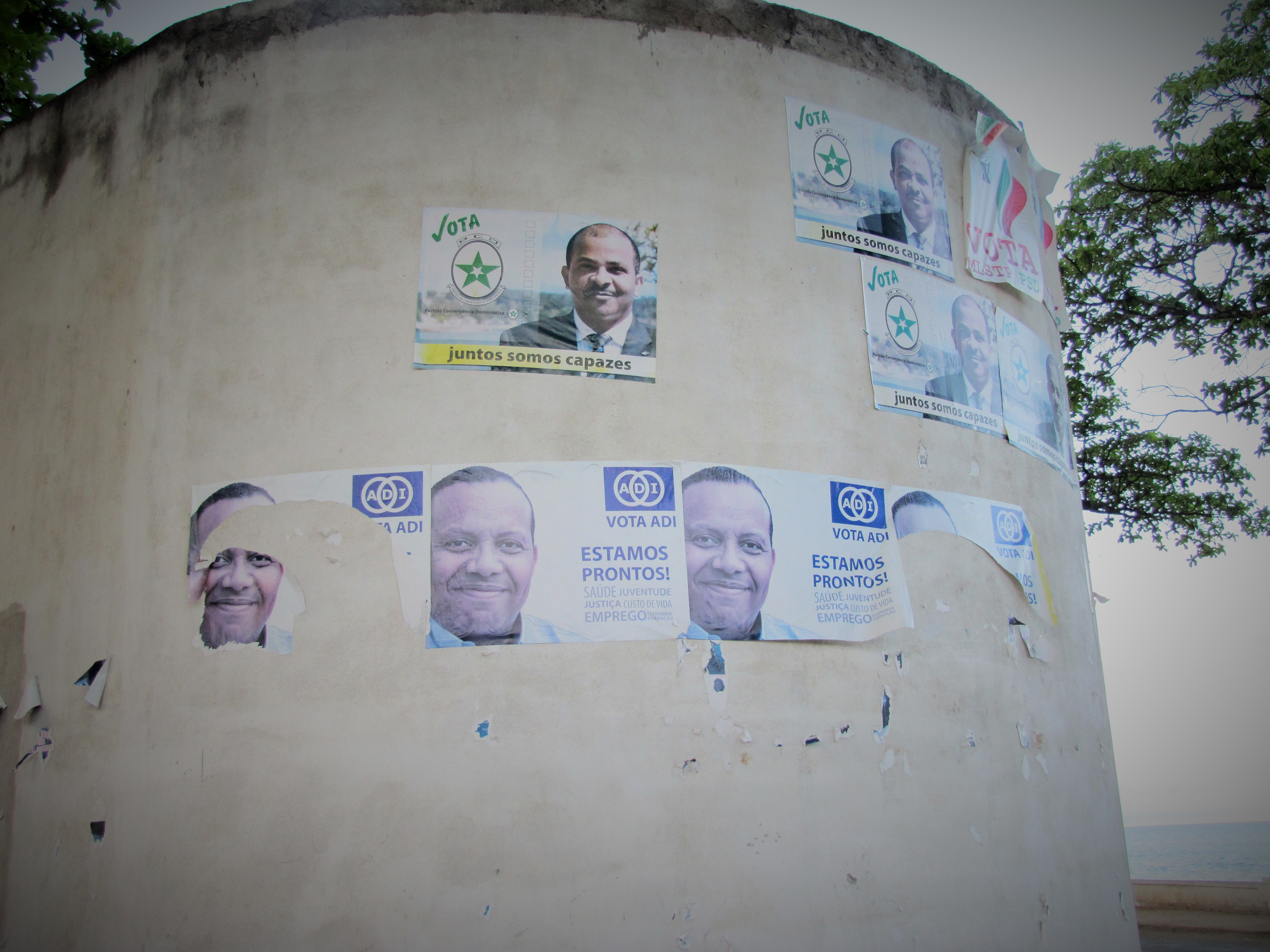
Campagne électorale à São Tomé, affiches des trois principaux partis : l'ADI, le PCD-GR et le MLSTP-PSD.

Candidat aux élections législatives d'octobre 2014, à l'issue de laquelle Rafael Branco pense qu'il ne peut y avoir de majorité absolue, le Parti de la stabilité et du progrès social se dit ouvert aux coalitions. Il impose comme condition le respect d'une liste de dix commandements, comme celui de « ne pas utiliser l'État pour mettre en avant des personnes sans compétence et refuser de rendre des comptes ». Un premier projet d'alliance avec la Plateforme nationale pour le développement de Sao Tomé-et-Principe, un autre parti dissident du MLSTP-PSD pouvant remporter un siège, est tenté afin de former une liste de rassemblement, mais échoue. En septembre, un mois et demi avant le scrutin, l'Union des démocrates pour la citoyenneté et le développement dirigée par le Premier ministre Gabriel Costa appelle à un rassemblement post-électoral afin de former un gouvernement, auquel répondent favorablement le PEPS et la Plateforme.
Chacun des trois partis présentent une liste séparée ; celle du PEPS est conduite par Rafael Branco au niveau national, faisant par conséquent de lui un candidat à la fonction de Premier ministre. Le 14 octobre, le PEPS obtient 1 655 suffrages, soit 2,47 % des votes exprimés. Il se classe sixième, derrière la Plateforme (3,3 %) et devant l'UDD (1,9 %). Des trois partis, seul l'UDD obtient un siège.
Le PEPS forme une alliance post-électorale avec la Plateforme et l'UDD. Les trois partis additionnent les voix qu'ils ont obtenus et demandent que leur soit attribués plusieurs mandats, mais leur proposition est reboutée par la Cour constitutionnelle.

### Élections locales
Des élections municipales se déroulent simultanément aux législatives le 12 octobre 2014, sur l'île de São Tomé. Le PEPS annonce sa volonté de présenter des candidats dans chaque district, mais n'y parvient pas.
Aux élections régionales à Principe, le PEPS soutient le parti sortant, l'Union pour le progrès et le changement de Principe de José Cassandra. Celui-ci remporte l'élection avec 60 % des voix.

## Inactivité politique
Après son échec électoral, le parti cesse toute activité politique.
Le 14 juillet 2017, la commission politique dissout de l'organisation. Elle déclare qu'il est nécessaire de reconfigurer le paysage politique.
Le Mouvement pour la libération de Sao Tomé-et-Principe invite alors Rafael Branco et ses partisans à le rejoindre de nouveau, offre qu'il refuse, arguant qu'il pourrait reconsidérer son refus si le parti s'engageait dans un « processus sérieux de refondation, de restructuration, de changement fondamental ».